# Bijakovac
Bijakovac är ett samhälle i Bosnien och Hercegovina.   Det ligger i entiteten Republika Srpska, i den nordvästra delen av landet, 180 kilometer nordväst om huvudstaden Sarajevo. Bijakovac ligger 208 meter över havet och antalet invånare är 120.
Terrängen runt Bijakovac är varierad, och sluttar norrut. Närmaste större samhälle är Bosanska Dubica, 12,5 kilometer väster om Bijakovac. 
Omgivningarna runt Bijakovac är en mosaik av jordbruksmark och naturlig växtlighet. Runt Bijakovac är det ganska tätbefolkat, med 67 invånare per kvadratkilometer.